# Кулешов, Анатолий Афанасьевич
Анатолий Афанасьевич Кулешов (5 февраля 1923, Константиновская, Кубанская область — 3 июня 1991, Краснодар) — подполковник Советской Армии, участник Великой Отечественной войны, Герой Советского Союза (1945).

## Биография
Анатолий Кулешов родился 5 февраля 1923 года в станице Константиновская (ныне — Курганинский район Краснодарского края). Окончил десять классов школы. В октябре 1941 года Кулешов был призван на службу в Рабоче-крестьянскую Красную Армию. В 1942 году он ускоренным курсом окончил Ленинградское артиллерийское училище. С ноября 1942 года — на фронтах Великой Отечественной войны.
К декабрю 1944 года капитан Анатолий Кулешов был офицером разведки 213-го пушечного артиллерийского полка 17-й пушечной артиллерийской бригады 7-й артиллерийской дивизии прорыва 46-й армии 2-го Украинского фронта. Отличился во время освобождения Венгрии. В ночь с 4 на 5 декабря 1944 года Кулешов вместе со стрелковым батальоном переправился через Дунай в районе города Эрчи и провёл разведку вражеских войск. Благодаря корректировке огня полка, проводимой Кулешовым, было уничтожено большое количество боевой техники и живой силы противника.
Указом Президиума Верховного Совета СССР от 24 марта 1945 года капитан Анатолий Кулешов был удостоен высокого звания Героя Советского Союза с вручением ордена Ленина и медали «Золотая Звезда».
После окончания войны Кулешов продолжил службу в Советской Армии. В 1950 году он окончил Высшую офицерскую штабную артиллерийскую школу, в 1960 году — Центральные артиллерийские офицерские курсы. В 1970 году в звании подполковника Кулешов был уволен в запас. Проживал в Краснодаре. Умер в 1991 году (по другим данным — в 1988 году).

## Награды
Был также награждён орденом Красного Знамени и двумя орденами Отечественной войны 1-й степени, рядом медалей.

## Память

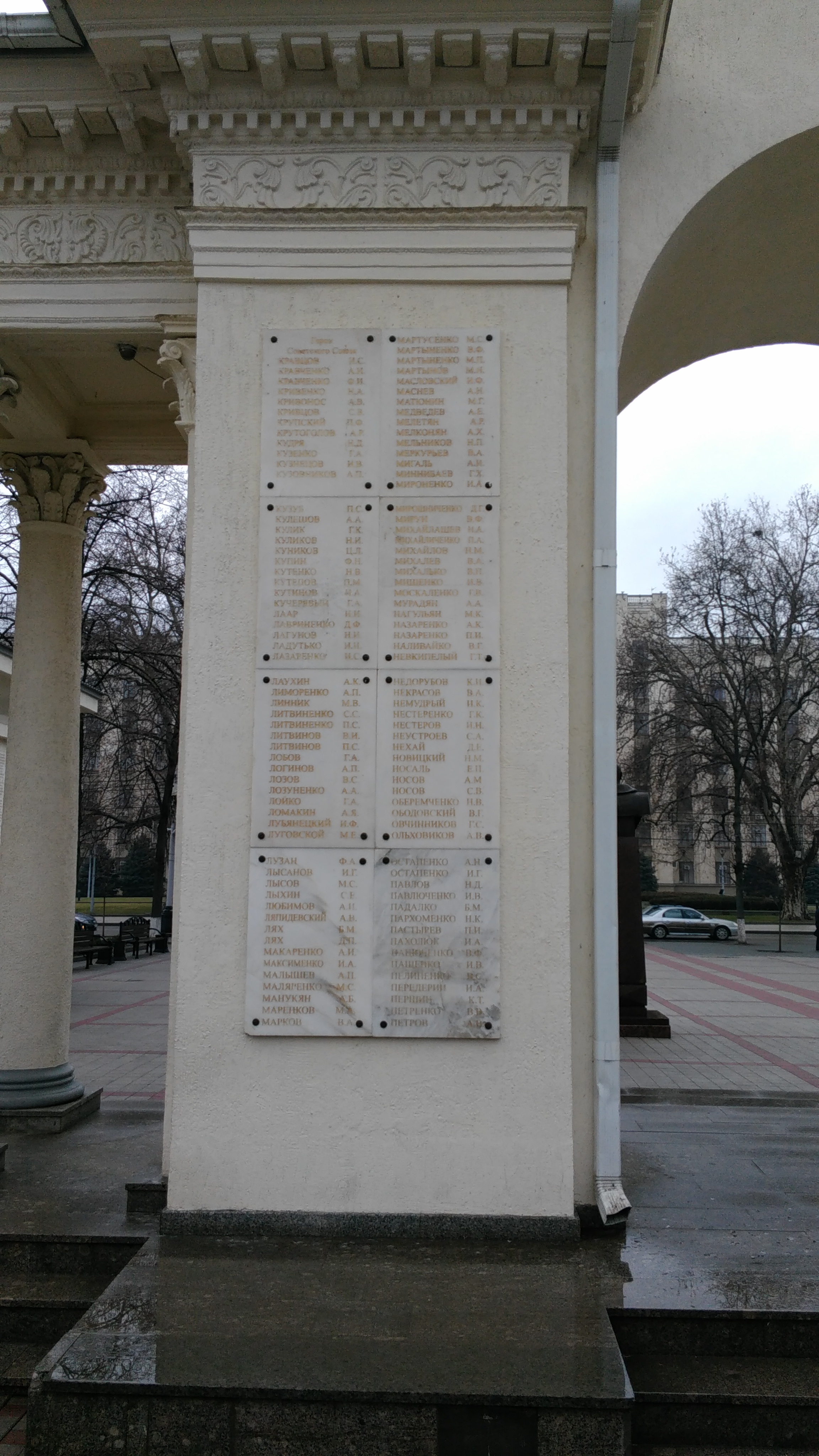
Имя Героя на мемориальной арке в Краснодаре. (Г-Пе)

- Имя Героя увековечено на мемориальной арке в Краснодаре.
- Имя Героя высечено золотыми буквами в зале Славы Центрального музея Великой Отечественной войны в Парке Победы города Москвы.
- На могиле героя установлен надгробный памятник.